# 多胡吉郎
多胡　吉郎（たご きちろう、1956年 - ）は、日本のテレビディレクター、ノンフィクション作家。

## 人物・来歴
東京都に生まれる。東京大学文学部国文学科を卒業。1980年、NHKに入局する。ディレクター、プロデューサーとして多くの番組を手がける。
2002年に独立し、イギリスを拠点に文筆の道に入る。2009年に帰国。2022年、『生命の谺 川端康成と「特攻」』で第35回和辻哲郎文化賞受賞。

## 著書

### 単著
- 『吾輩はロンドンである』文藝春秋、2003年8月
- 『スコットランドの漱石』文藝春秋<文春新書>、2004年9月
- 『リリー、モーツァルトを弾いて下さい』河出書房新社、2006年12月
- 『韓の国の家族』淡交社、2008年6月
- 『わたしの歌を、あなたに 柳兼子、絶唱の朝鮮』河出書房新社、2008年10月
- 『英国名言に生きる』PHPパブリッシング、2009年1月
- 『物語のように読む朝鮮王朝五百年』角川書店、2012年2月
- 『長沢鼎ブドウ王になったラスト・サムライ 海を越え、地に熟し』現代書館、2012年6月
- 『すらすら読める朝鮮王朝禁じられた愛』講談社、2013年2月
- 『漱石とホームズのロンドン 文豪と名探偵百年の物語』現代書館、2016年7月
- 『生命(いのち)の詩人・尹東柱 『空と風と星と詩』誕生の秘蹟』影書房、2017年2月
- 『空の神様けむいので ラスト・プリンセス徳恵翁主の真実』影書房、2021年9月
- 『生命の谺 川端康成と「特攻」』現代書館、2022年

### 翻訳
- 趙誠主『井戸茶碗の真実 いま明かされる日韓陶芸史最大のミステリー』影書房、2019年8月